# Voetballer

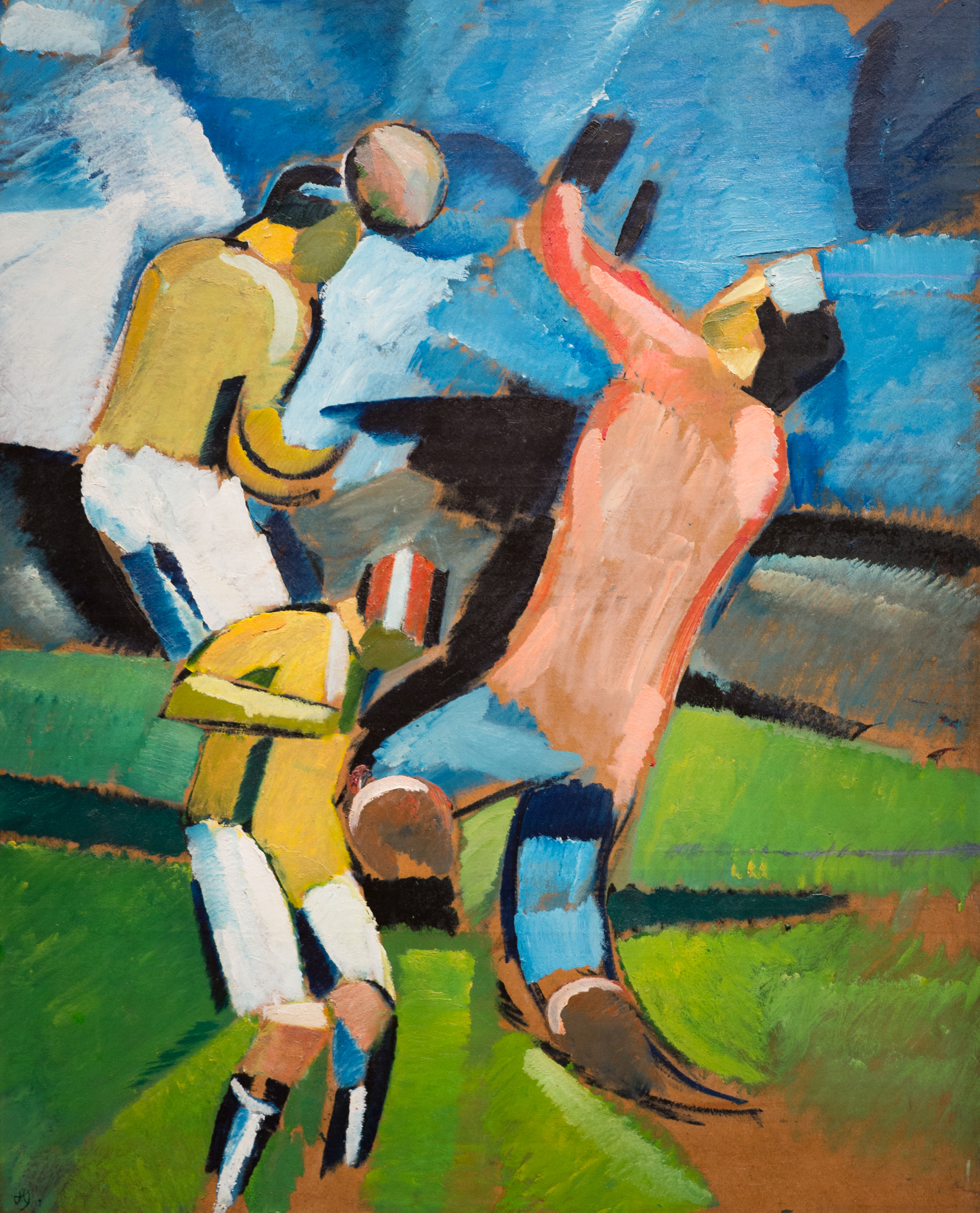
De voetbalspelers van Harald Giersing (1917)

Een voetballer of voetbalster is iemand die als teamspeler de balsport voetbal speelt.
Wordt een voetballer door zijn club full time betaald en is deze betaling zijn voornaamste bron van inkomsten, dan spreekt men wel van een profvoetballer. Is het laatste niet het geval, dan wordt de voetballer semiprofessioneel (vaak afgekort tot semiprof) genoemd. Wordt de speler helemaal niet betaald voor zijn diensten, dan is hij of zij een amateur.
A · B · C · D · E · F · G · H · I · J · K · L · M · N · O · P · Q · R · S · T · U · V · W · X · Y · Z